# TK-12 Simbirsk
Le TK-12 puis TK-12 Simbirsk (en russe : ТК-12 « Симбирск »), est le troisième sous-marin nucléaire lanceur d'engins  (Тяжёлые ракетные подводные крейсеры стратегического назначения abrégé en ТРПКСН, littéralement « croiseur sous-marin lourd lanceur d'engins ») du projet 941 « Akula » (code OTAN : classe Typhoon), en service dans la Marine soviétique puis dans la Marine russe. Il est démantelé en 2007.

## Historique

Silhouette d'un sous-marin nucléaire lanceur d'engins du projet 941 « Akula ».

Le TK-12 est inscrit sur la liste des navires de guerre de la Marine soviétique. Le 25 juillet 1977, il est reclassé en « croiseur lourd sous-marin lance-missiles » (TRPK). Sa quille est posée le 19 avril 1980 au chantier naval no 402 de la Sevmash à Severodvinsk. Il est le 100e sous-marin nucléaire construit sur ce chantier. 
Le bâtiment est lancé le 17 décembre 1983. Le 15 janvier 1985, il est affecté à la 18e division de sous-marins de la 1re flottille (18 ДПЛ 1 ФлПЛ СФ) de la flotte du Nord, basée dans la baie Nerpichia. En 1985-1986, il effectue une patrouille opérationnelle de 164 jours en mer Blanche, la relève de l'équipage conduit par Iouri M. Repine par celui de M.A. Leontiev est réalisée grâce à un brise-glace de la flotte.
Le 1er janvier 1987, le TK-12 entre en collision avec le sous-marin britannique HMS Splendid, dont il arrache l'antenne ASM remorquée. La même année, le TK-12 est le premier sous-marin du projet 941 à lancer un missile balistique depuis le pôle Nord. En 1988, il procède à des essais acoustiques en mer Blanche. 
Le TK-12 est placé en IPER entre le 16 septembre 1991 et le 20 janvier 1992 au chantier naval SRZ Zvezdochka de Severodvinsk. Le 3 juin 1992, il est reclassé en « croiseur lourd sous-marin nucléaire stratégique » (TAPKSN). 
Il est placé en réserve en 1996 à la suite des accords SALT II et rayé du service opérationnel en 1998 puis amarré un temps dans la baie Nerpichia, l'une des installations de la base navale de Zapadnaïa Litsa. 
En novembre 2001, le TK-12 est renommé TK-12 Simbirsk (sans l'accord officiel de la Marine russe), du nom de la ville de Simbirsk (aujourd'hui Oulianovsk), capitale de l'oblast d'Oulianovsk. 
En juillet 2005, il est remorqué au chantier naval Sevmash pour démantèlement, dans le cadre des accords américano-russes. Le 31 août, la dernière cérémonie des couleurs a lieu à son bord, le bâtiment est rayé des listes de la Marine russe et il est remis aux techniciens civils du chantier Sevmash. 
Entre le mois d'avril et le 13 juillet 2006, ses réacteurs nucléaires sont déchargés de leur combustible nucléaire usagé. Le 21 novembre, le TK-12 est placé sur dock à la Sevmash pour le début du démantèlement. Le sous-marin est démantelé en 2006-2007. Le bloc des réacteurs est remis à l'eau et remorqué sur un site de stockage spécialisé de la baie de Saïda. Le 30 août 2007, un incendie de courte durée se déclare à bord lors du démantèlement. En mai 2009, le démantèlement s'achève (il devait initialement se terminer fin novembre 2007).

## Commandants
- 1982? -1985 : A. S. Blizniouk
- 1985-1989 : Iouri M. Repine
- 1986 : M.A. Leontiev
- 1989-1996 : A.A. Jidelev
- 1996-2005 : A.D. Astanine